# Gangolfskapelle (Neudenau)

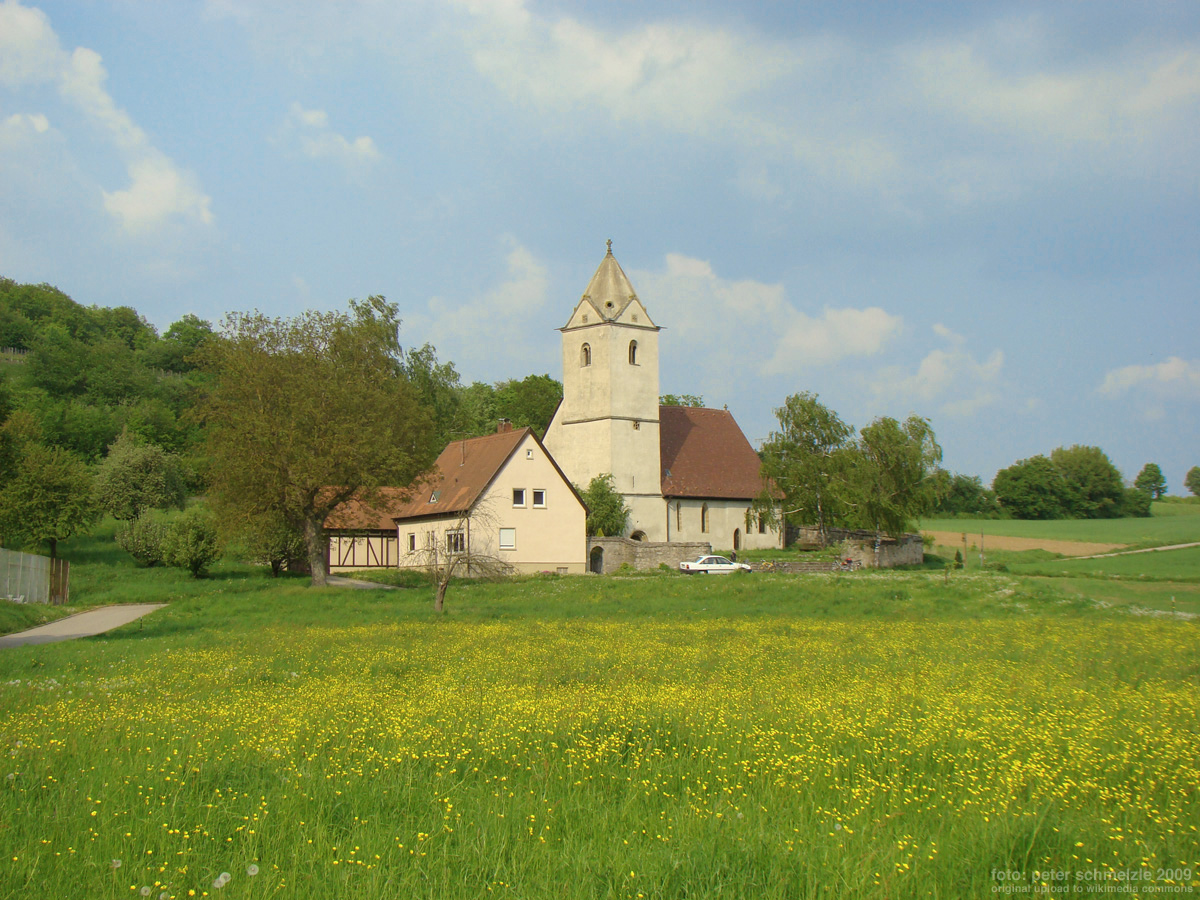
Gangolfskapelle in Neudenau

Die Gangolfskapelle ist ein romanischer Kirchenbau bei Neudenau im Landkreis Heilbronn im nördlichen Baden-Württemberg. Die 1276 erstmals erwähnte Kirche war die Pfarrkirche des um 1400 aufgegebenen Ortes Deitingen. Seit 1923 wird die Tradition der vom 14. bis zum frühen 19. Jahrhundert dort praktizierten Pferdewallfahrt wieder fortgesetzt.

## Geschichte
Erstmals erwähnt wurde die dem heiligen Gangolf gewidmete Kirche als Pfarrkirche des Ortes Deitingen im Jahr 1276 anlässlich des Verkaufs der Kirche vom Kloster Amorbach an das Stift Wimpfen, wobei die Kirche von einer selbstständigen Pfarrkirche zu einer Filialkirche der Pfarrkirche St. Laurentius in Neudenau wurde. Um 1363 wurde die Kirche erneuert, 1393 wurde ein zweites Benefizium für den neben dem Gangolfsaltar bestehenden Liebfrauenaltar der Kirche gestiftet.
Der um die Kirche liegende Ort Deitingen kam 1359 an den Erzbischof von Mainz, wies 1395 aber nur noch zwei Hofstätten auf und war bald darauf gänzlich unbewohnt.
Es wird vermutet, dass die Pferdewallfahrten zur Gangolfskapelle im 14. Jahrhundert begannen. Kirchenpatron Gangolf wird als Schutzherr von Quellen und als Patron von Reitern, Pferden und Hausvieh verehrt. Aus Mosbach kommende Wallfahrten mit Pferden und das Brauchtum der Pferdesegnung sind für 1497 und 1501 belegt. Nach dem Dreißigjährigen Krieg erfuhren Wallfahrten zur Gangolfskapelle große Beliebtheit. 1808 endete die Wallfahrt vorläufig. 1864 wurden die historischen Wandmalereien der Kirche wiederentdeckt und die Empore erneuert, 1891 wurde der Turmhelm erneuert. Die Kirche wurde zuletzt 1962 restauriert.
Die Pferdewallfahrten der Neuzeit wurden durch den Pfarrer Richard Aichele (1860–1948) neu begründet. Aichele war Pfarrer in Neudenau ab 1922, erforschte die historische Wallfahrt und führte 1923 den Gangolfsritt wieder ein, der unter seinem ab 1927 amtierenden Nachfolger Fridolin Mayer (1877–1956), Verfasser der Neudenauer Stadtchronik von 1937, weiter erforscht wurde.

## Beschreibung

### Kirchengebäude

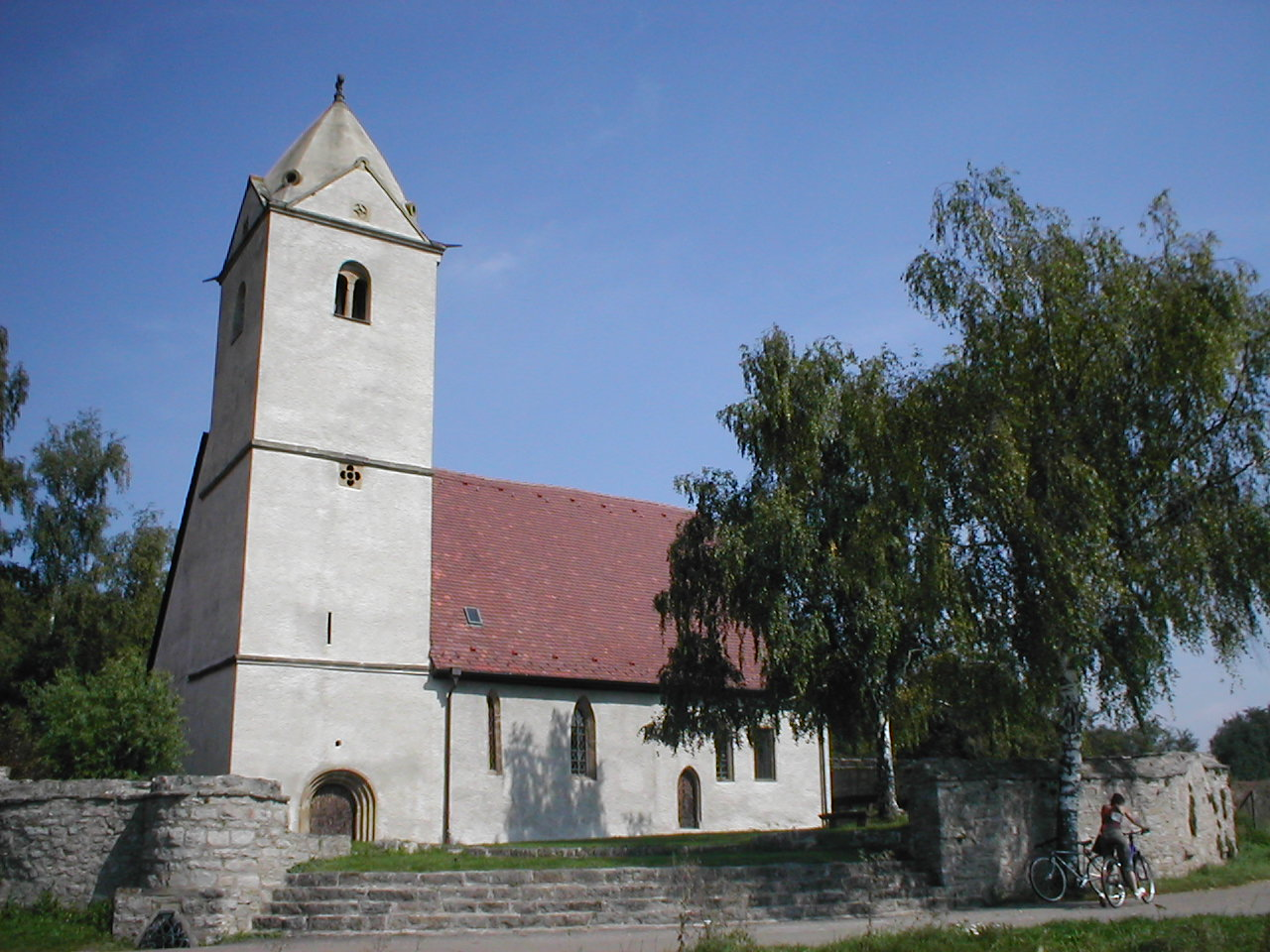
Gangolfskapelle in Neudenau, links im Vordergrund: Quelle und Feldkanzel

Die Kapelle liegt östlich von Neudenau. Nach Norden hin steigt das Gelände an, während es nach Südwesten hin einem großzügigen Bogen der Jagst folgend abfällt. Die ursprünglich im Stil der Romanik erbaute Kirche ist von einer alten Steinmauer umgeben, die nach Süden zu einer breiten Treppe hin geöffnet ist und in deren Südwesten sich eine gemauerte Feldkanzel über einer gefassten Quelle befindet. Bei der Kirche befindet sich das alte Pfarrhaus mit Wirtschaftsgebäuden.
Der Turm im Südwesten des Gebäudes ist vermutlich der älteste Teil der Kirche und wird aufgrund seiner baulichen Details auf nach 1230 datiert. Er hat drei Geschosse, die durch außen umlaufende Gesimse getrennt sind, im dritten Geschoss befindet sich die Glockenstube, der gemauerte zeltdachförmige Turmhelm wurde 1891 erneuert. Der Zugang zur Kirche erfolgt durch das mit Hufeisen als Votivgaben geschmückte Portal an der Südfassade des Turmuntergeschosses. Die ältesten der an dieser wie auch an einer weiteren Tür an der Südwand des Langhauses angeschlagenen Hufeisen stammen aus dem 15. Jahrhundert. Das Turmuntergeschoss ist von einem Kreuzgewölbe überspannt.
Nach Osten ausgerichtet schließen sich Kirchenschiff und Chor an. Das Kirchenschiff ist 11,30 Meter lang und 10,80 Meter breit und von einer flachen Holzdecke überspannt. Das an die südliche Turmfassade anschließende Mauerwerk, das wie der Turm eine Stärke von 1,30 Metern hat, entstammt wohl noch dem romanischen Ausgangsbau, die Fenster wurden jedoch bei dem um 1363 erfolgten Umbau umgestaltet. Das Mauerwerk im Norden ist mit 1,10 Metern Stärke dünner, daher vermutlich jünger und gibt Hinweise, dass die Kirche 1363 nach Norden hin verbreitert wurde. Die einen großen Teil des kleinen Langhauses einnehmende hölzerne Empore wurde um 1500 eingezogen und 1864 erneuert.
Im Osten des Bauwerks befindet sich der Chor, der die Innenmaße von 7 Meter in der Länge und 6,50 Meter in der Breite hat und wiederum von einem Kreuzgewölbe überspannt ist. Im Scheitel weist der Chor ein schmales zweiteiliges Fenster auf. Nach Süden hin ist der Chor zum im 15. Jahrhundert angebauten Nebenchor geöffnet. Der Nebenchor hat zwei spitzbogige Maßwerkfenster. Der bogenförmige Durchbruch zwischen Chor und Nebenchor wurde erst nachträglich geöffnet, wodurch ein Teil der dort befindlichen Wandmalereien verloren ging. Im Norden des Chores wurde im 15. Jahrhundert eine kleine Sakristei angefügt, über der später ein Oratorium eingebaut wurde, das eine Galerie an der Chornordwand bildet.

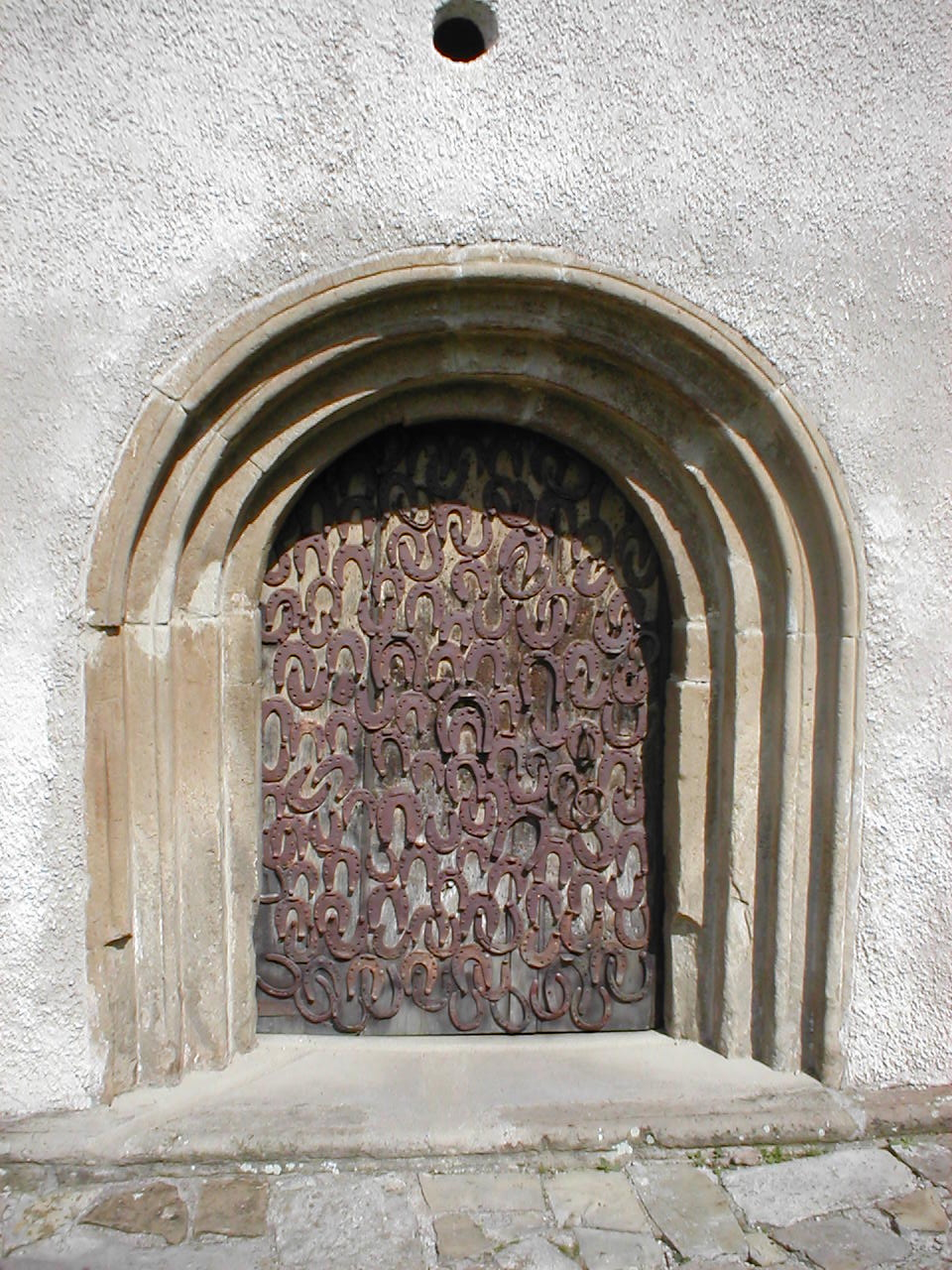
Mit Hufeisen geschmücktes Portal
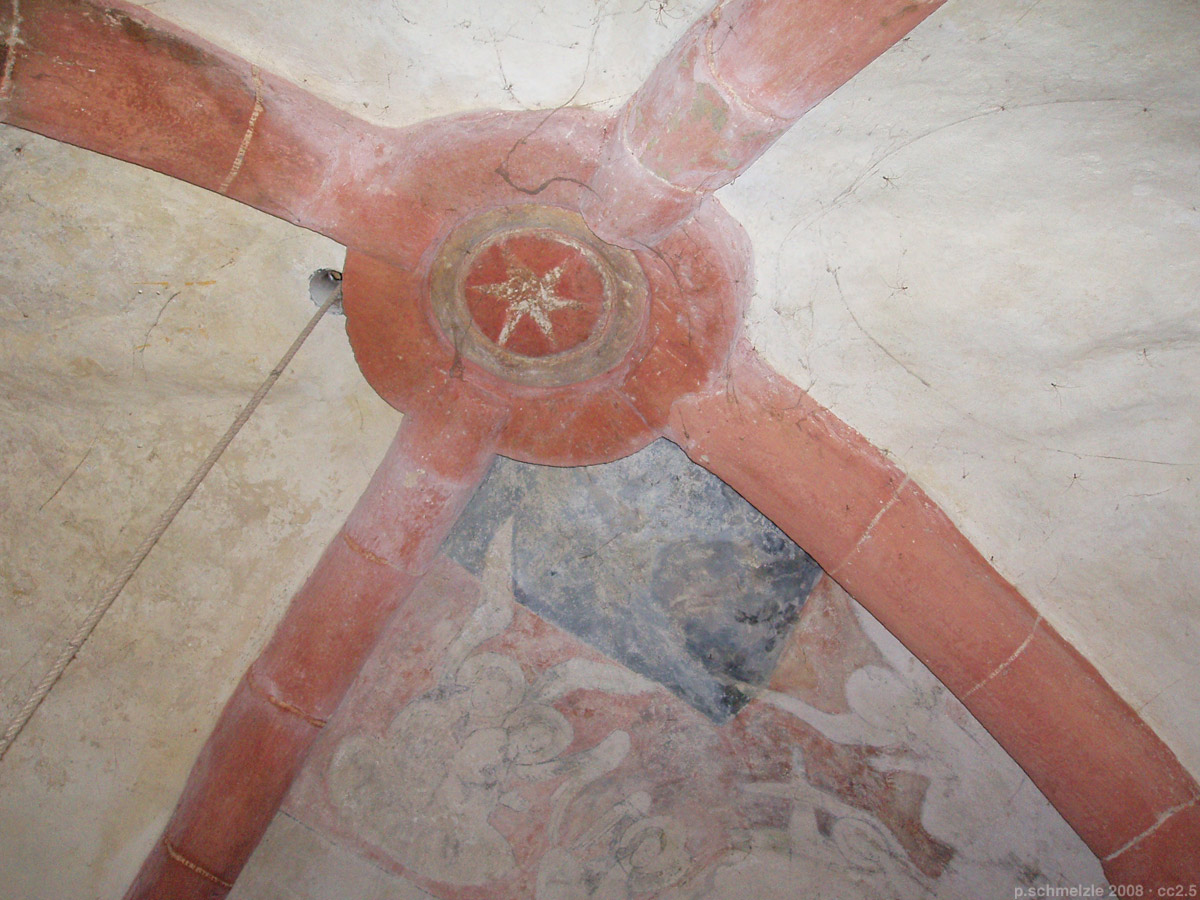
Kreuzgewölbe im Sockelgeschoss des Turms
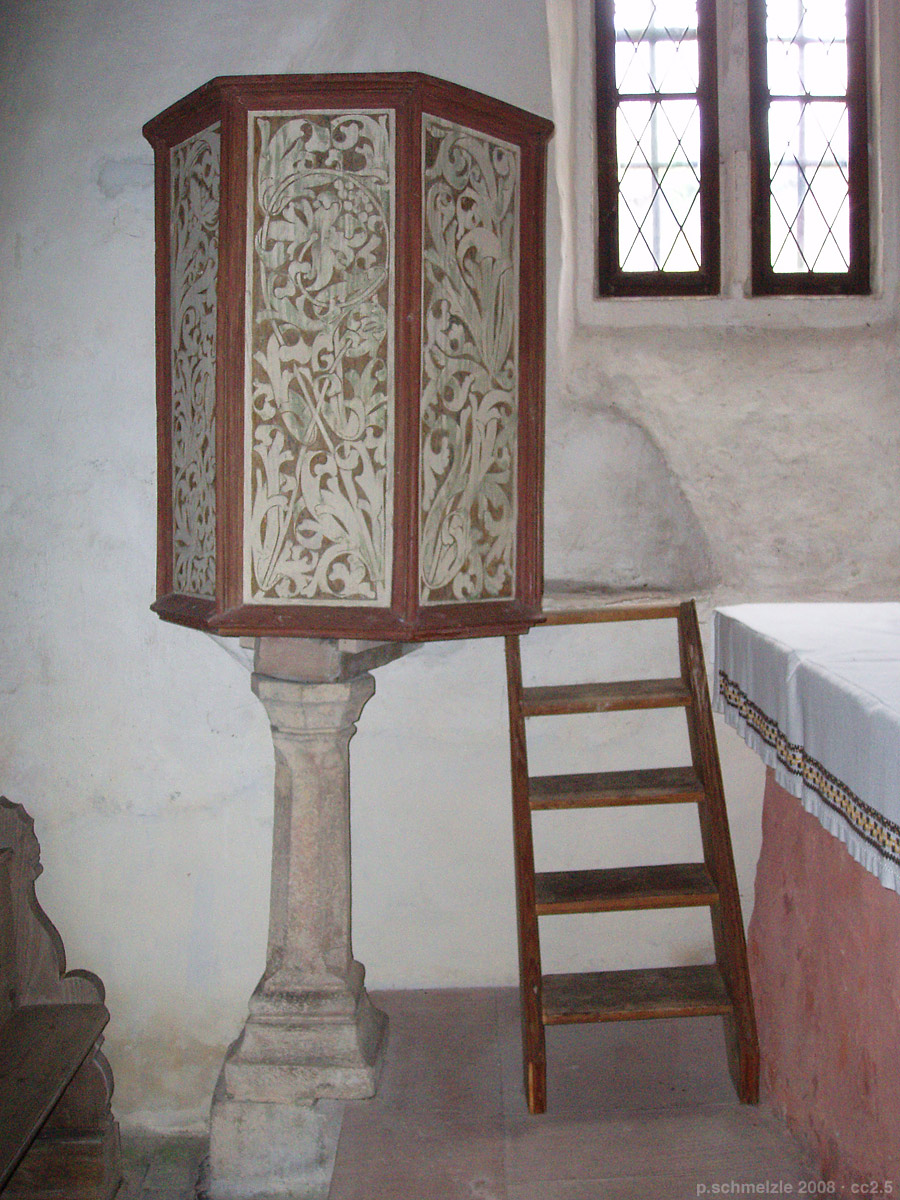
Kanzel mit Flachschnitzereien
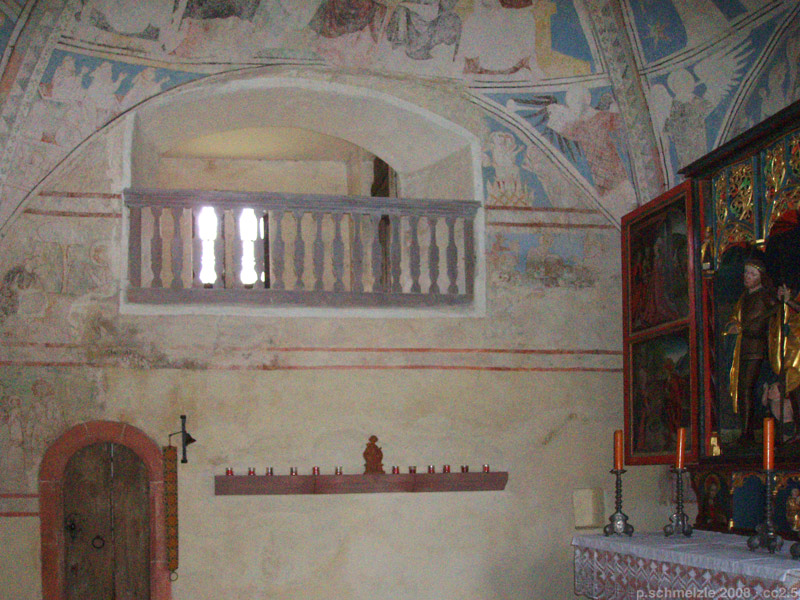
Blick vom Chor zum Oratorium

### Wandmalereien

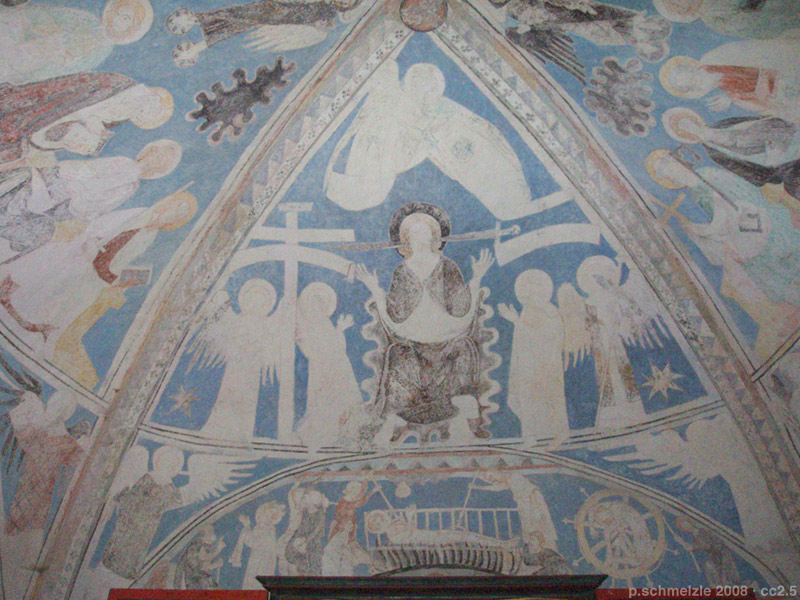
Darstellung des Weltenrichters im Chorgewölbe, darunter Märtyrerszenen

Im Altarraum und im Nebenchor befinden sich zahlreiche historische Wandmalereien. Die einheitliche Ausmalung des Chors ist um 1330 entstanden, die weiteren Malereien bis 1500.
In den Gewölbekappen des Chors ist das Jüngste Gericht mit schwertbewehrtem Weltenrichter flankiert von Johannes dem Täufer, Gottesmutter und Engeln mit Schwertern, den von Petrus und Paulus angeführten Aposteln, einem sechsflügeligen Seraph sowie den Seligen im Paradies und den von Teufeln in den Höllenschlund geworfenen Verdammten zu sehen. An den Wänden finden sich Darstellungen des Fegefeuers, des zwei Pilger krönenden Apostels Jakobus, posaunenblasender Engel, der Seelenwägung durch den Erzengel Michael sowie Toter, die sich aus ihren Gräbern erheben.
Außerdem ist im Chor ein umfangreicher Zyklus mit verschiedenen Märtyrerdarstellungen aus der Legenda aurea zu sehen: die Steinigung des Hl. Stephanus, das Martyrium des Hl. Laurentius auf dem glühenden Rost, die Räderung des Hl. Georg, das Martyrium des Hl. Viktor zwischen den Mühlsteinen, außerdem die Leiden des von Wurfspießen durchbohrten Kirchenpatrons Gangolf, das Martyrium der von zwei Palmen zerrissenen Hl. Korona, die Zerfetzung des Hl. Blasius sowie mehrere weitere Martyriumsdarstellungen wie die im Bereich des Mauerdurchbruchs zum Nebenchor nur fragmentarisch erhaltene Blendung des Hl. Leodegar und eine nicht mehr eindeutig zu bestimmende Heiligendarstellung, bei der es sich vermutlich um die Beschwörung der Hl. Luzia handeln könnte.
Die durch das Fenster geteilte Altarwand im Chor zeigt links die Kreuzigung Jesu sowie Maria mit dem Kind und einer Heiligengestalt, umgeben von 40 kleineren Brustbildern alttestamentlicher Könige und Propheten. Die rechte Hälfte der Altarwand zeigt Maria, die von Jesus gekrönt wird. Auch dieses Hauptmotiv ist von kleineren Brustbildern und weiteren biblischen Motiven umgeben.
Die Nordwand des Nebenchores war vor dessen Errichtung einst die südliche Außenwand des Chores. Die dort zu sehenden Darstellungen des Hl. Christophorus und der Hl. Drei Könige sind um 1400 entstanden und wurden vor dem Bau des Nebenchores vermutlich von einem Vordach geschützt. Im Nebenchor gibt es außerdem Darstellungen der Nichtigkeit des Seins (ein von Schlangen durchzogenes Skelett) und eines Passionszyklus sowie das Gleichnis von den klugen und törichten Jungfrauen.

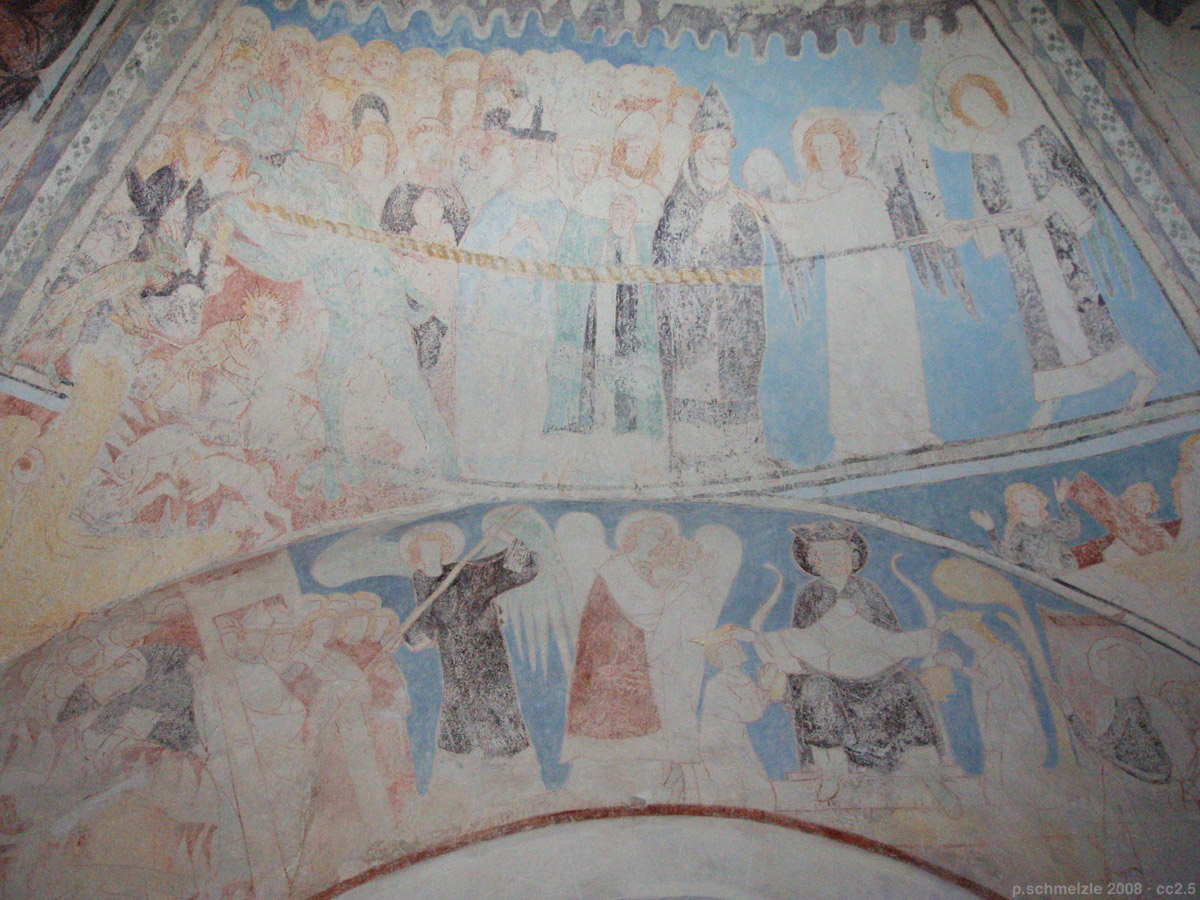
Höllensturz im Chorgewölbe
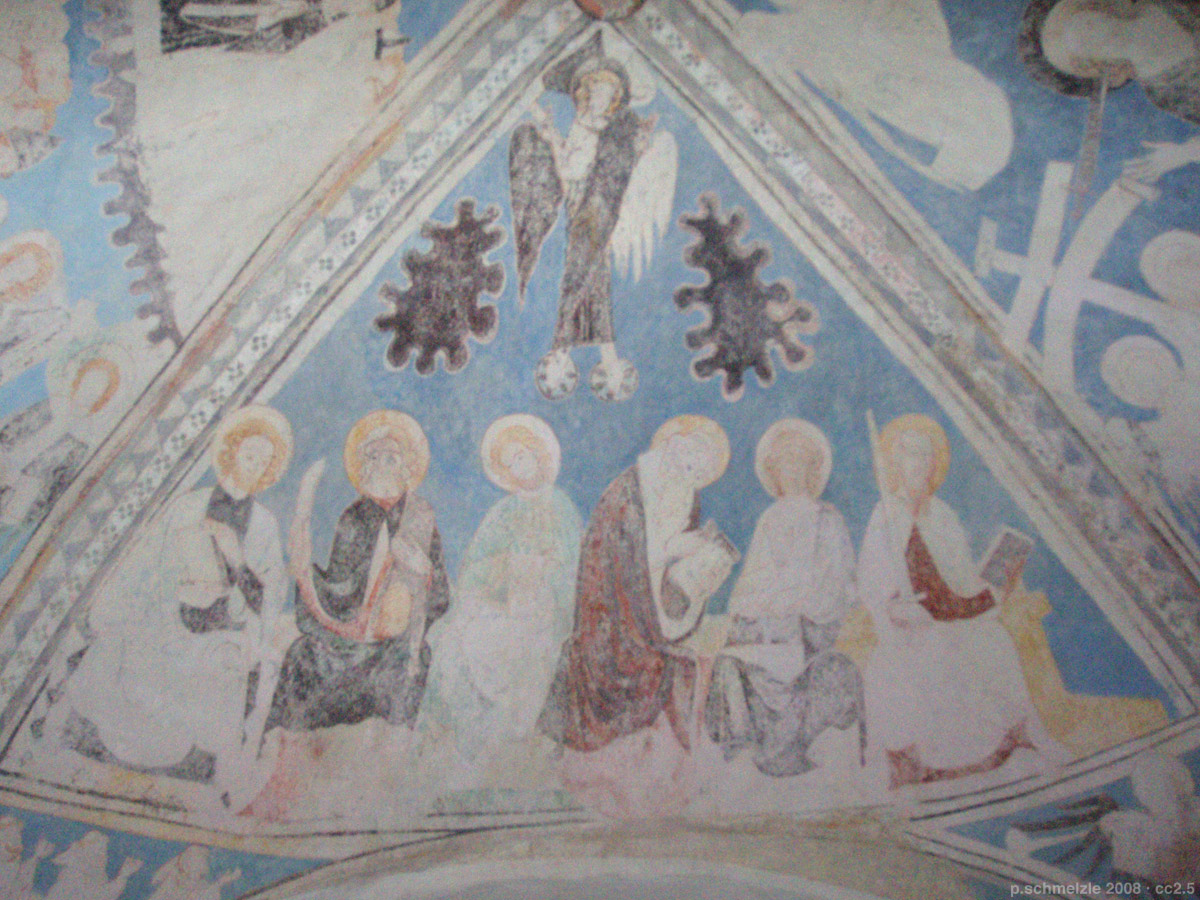
Apostelgruppe im Chorgewölbe
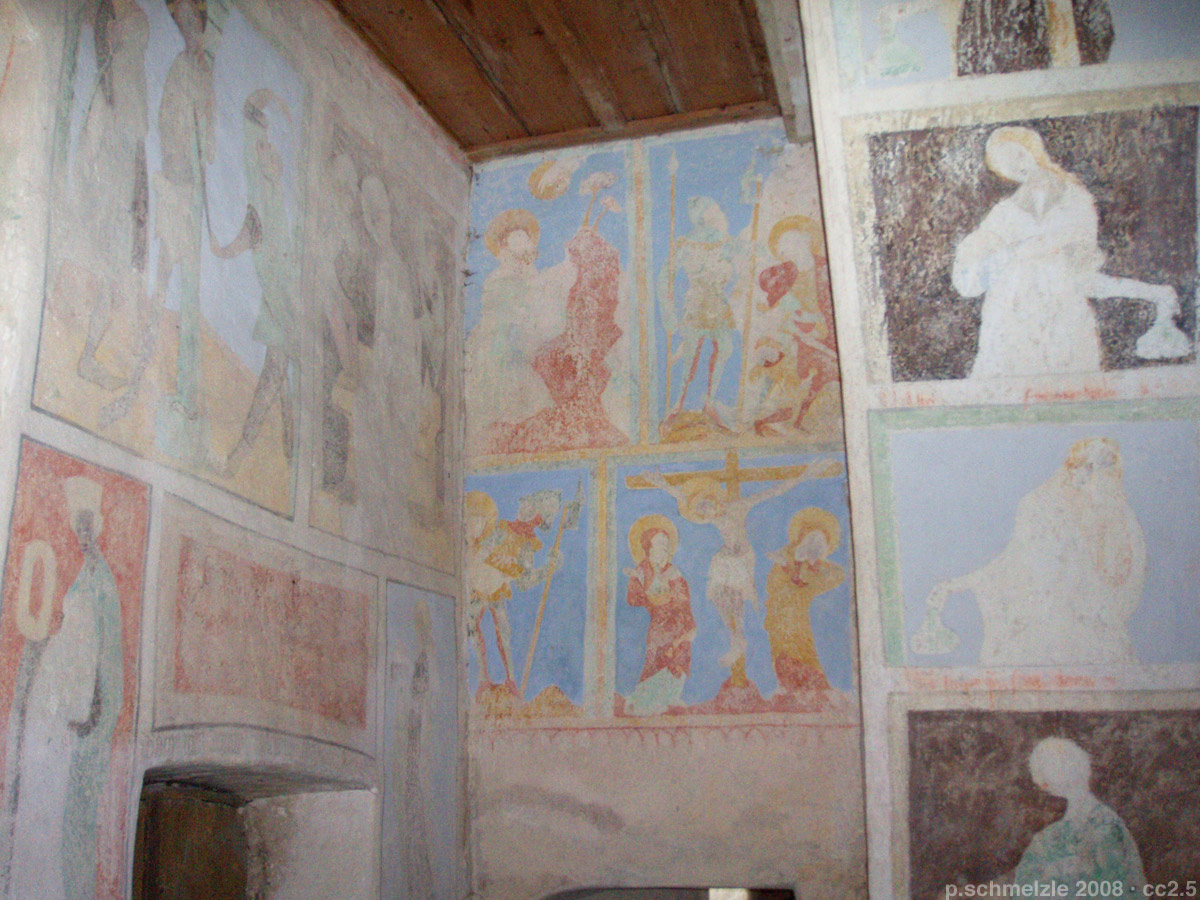
Wandmalereien im Nebenchor

### Gangolfsaltar

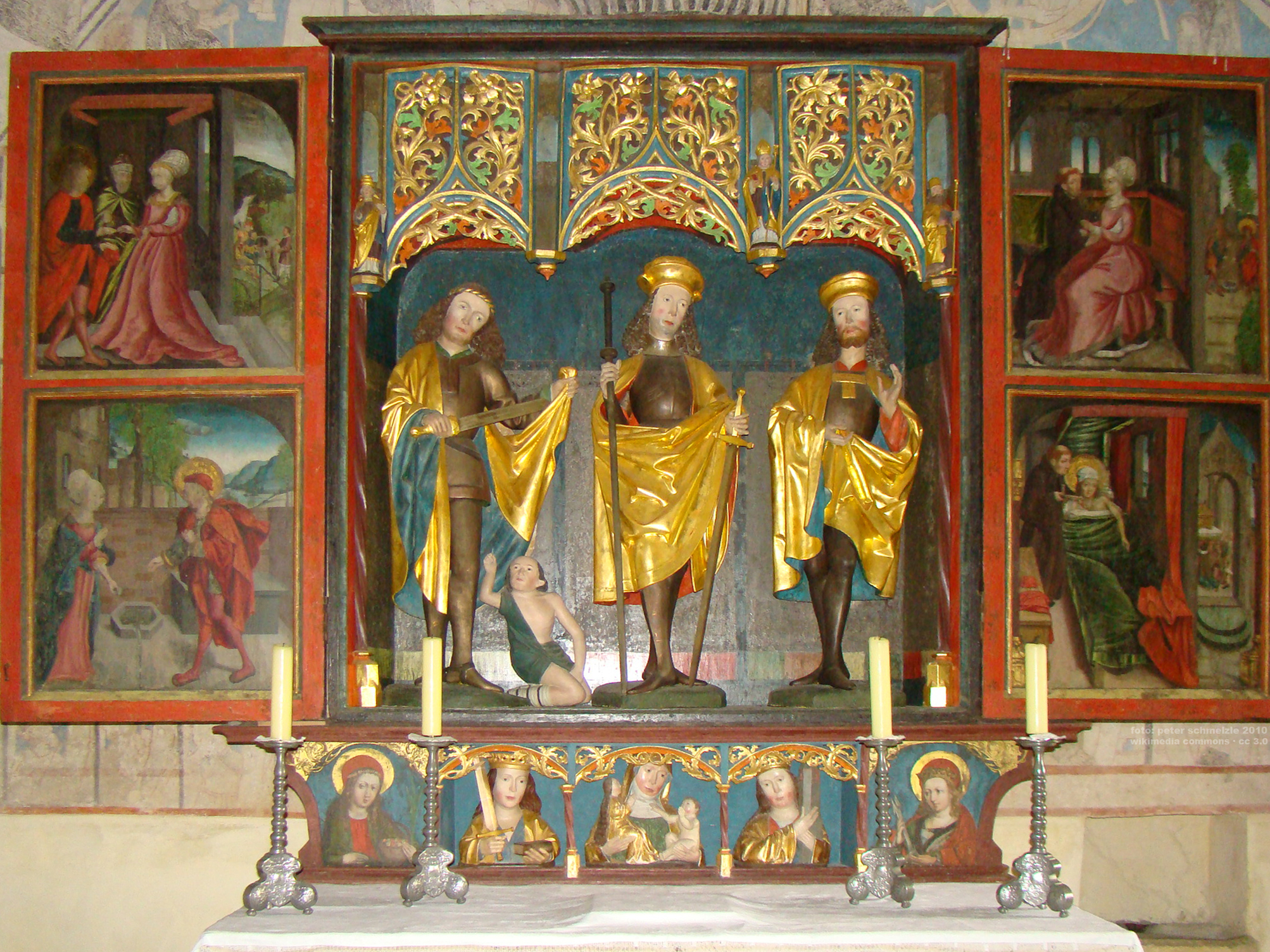
Gangolfsaltar im Chor

Der Gangolfsaltar ist der ursprüngliche Hochaltar der Kirche und soll einst auf 1501 datiert gewesen sein. Sein Mittelschrein enthält die drei Standfiguren von St. Gangolf mit Hut, Stab und Schwert, St. Mauritius und dem mit dem Schwert seinen Mantel teilenden Hl. Martin. Die Altarflügel zeigen auf den Innenseiten je zwei Szenen aus dem Leben Gangolfs, die Außenseiten zeigen Gangolf, Laurentius, Petrus und Paulus. Auch die Seitenwände des Altars sind bemalt. Die Predella des Altars enthält geschnitzte Büsten der Anna selbdritt, der Hl. Barbara und einer weiteren Heiligen in Figurennischen sowie die Hl. Ursula (Attribut: Pfeil) und Hl. Dorothea (Attribut: Korb) als Malereien.
Der Altar hatte ursprünglich auch noch einen kleinen Auszug mit Standfiguren des Schmerzensmannes sowie Maria und Johannes Evangelist. Die Figuren haben sich erhalten und sind heute an anderen Stellen der Kirche aufgestellt.
Stilistisch ist der Altar mit dem Wimpfener Quirinusaltar verwandt und könnte vom selben Künstler geschaffen worden sein.

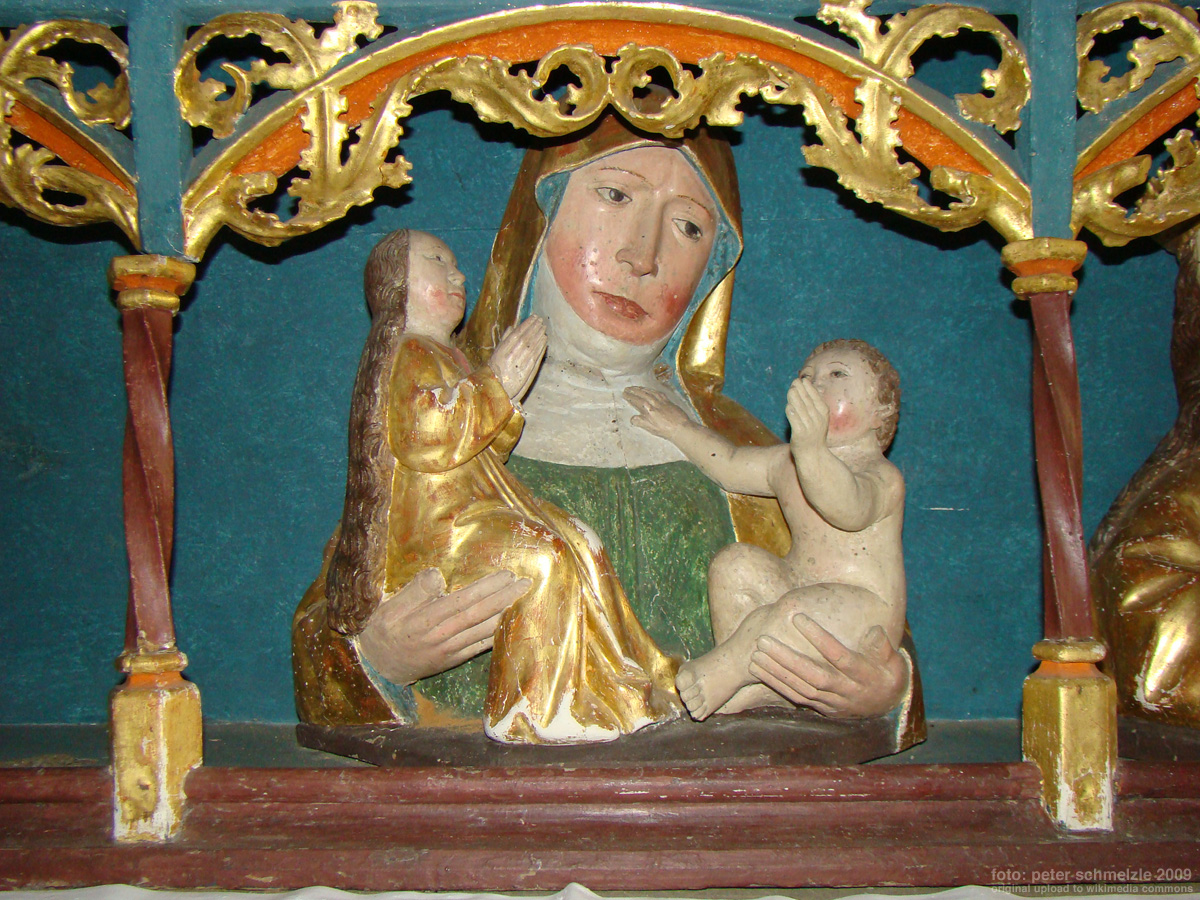
Anna selbdritt, Predella des Gangolfsaltars
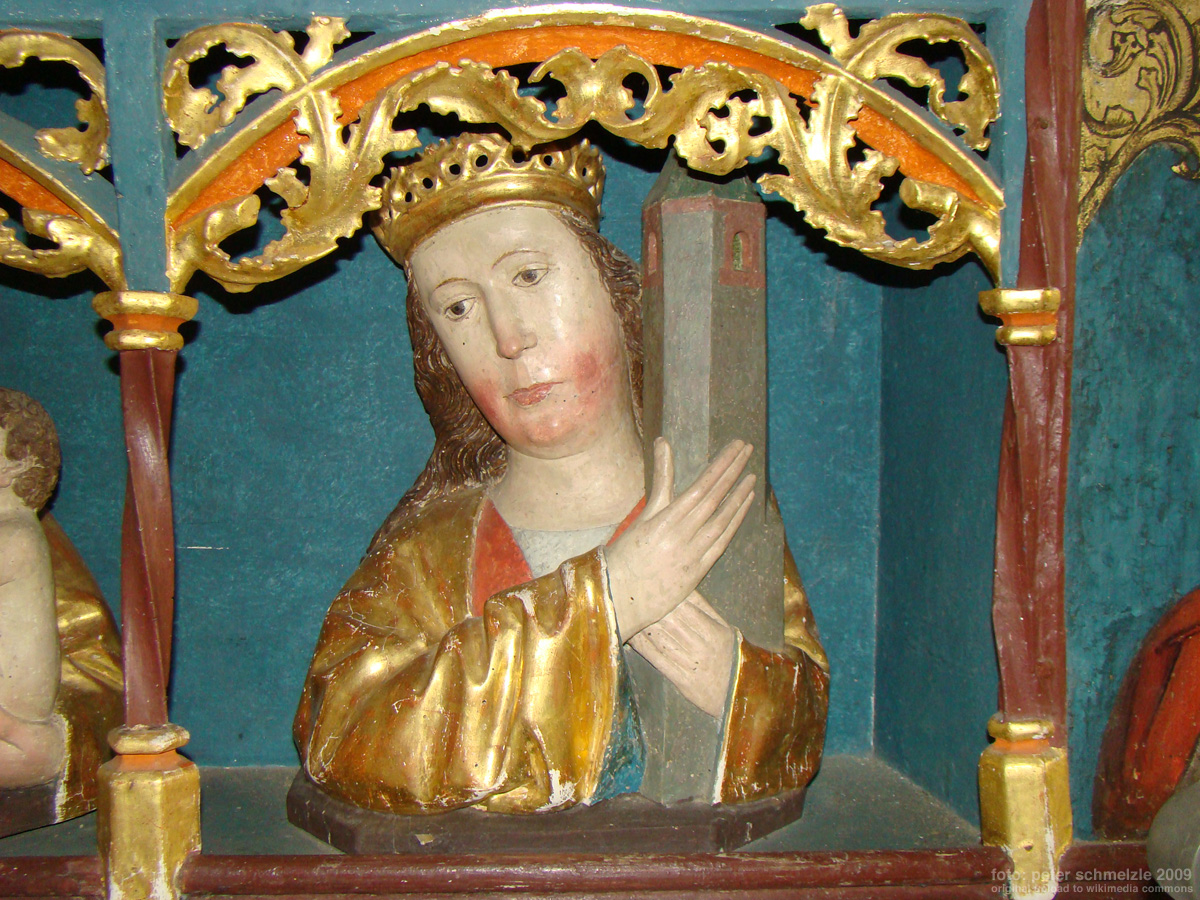
Weitere Heiligenfigur in der Predella
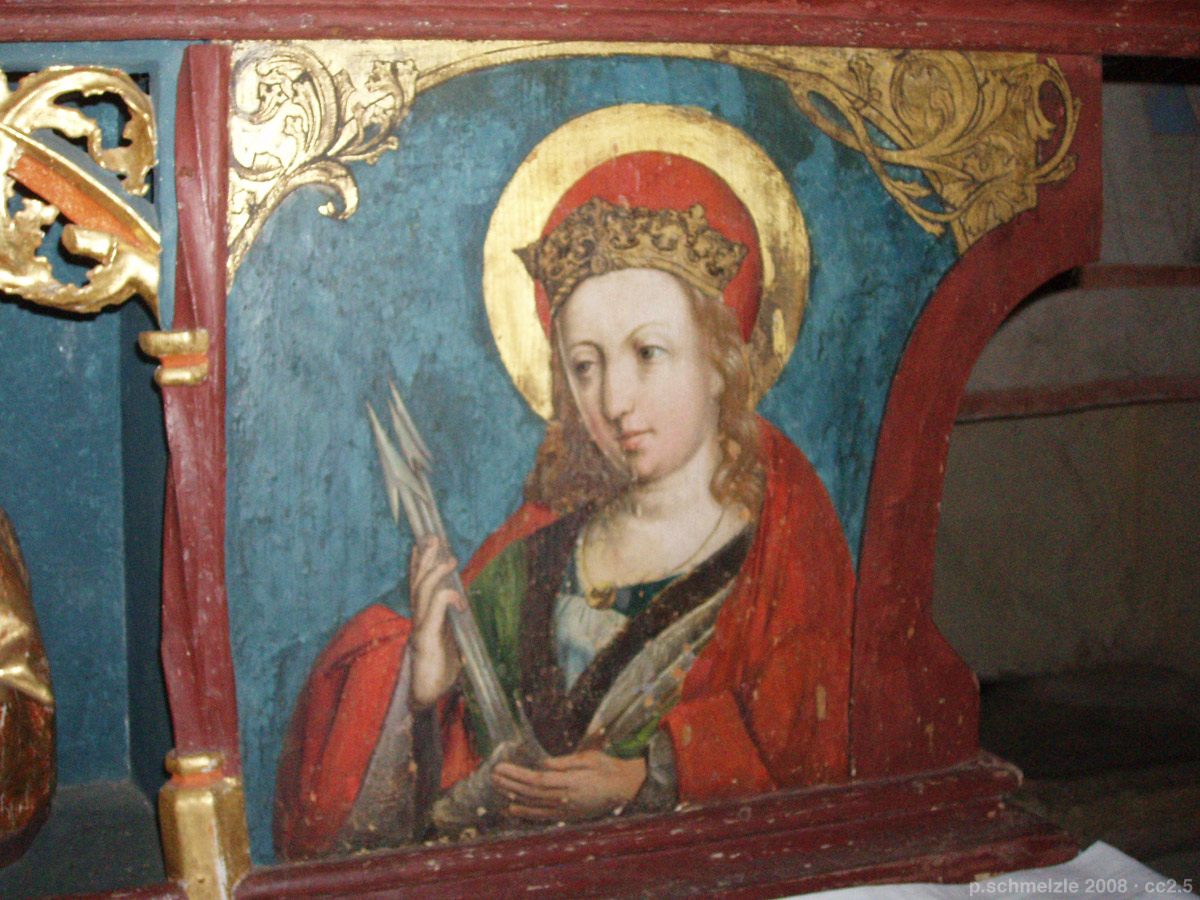
Hl. Ursula, Predella des Gangolfsaltars

### Liebfrauenaltar

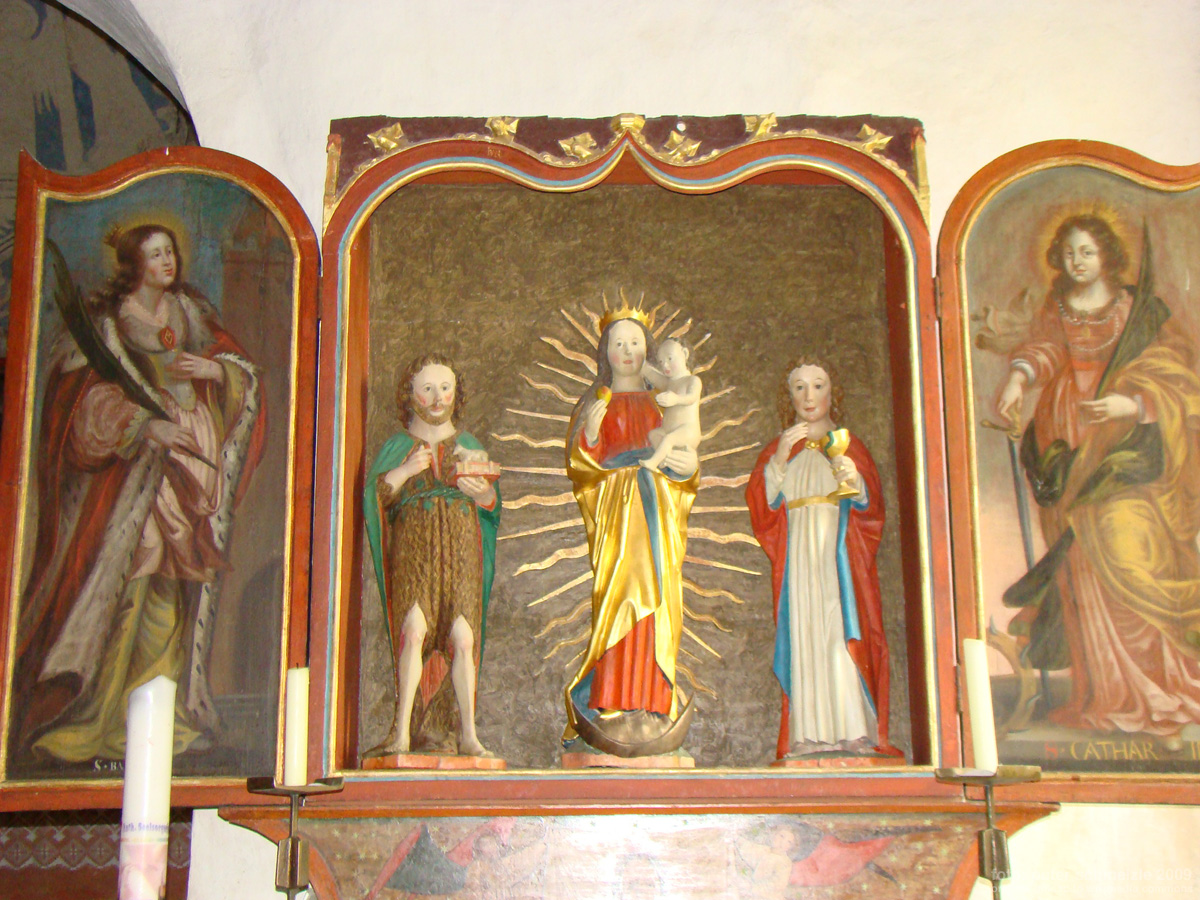
Liebfrauenaltar

Die Figuren im Schrein des Liebfrauenaltars sind Maria mit dem Kind flankiert von Johannes dem Täufer und Johannes dem Evangelisten. Die Altarflügel sind außen und innen mit Heiligendarstellungen bemalt, die Innenseiten der Altarflügel zeigen die Hl. Katharina und Barbara. Die Predella des Altars zeigt das von zwei Engeln gehaltene Schweißtuch der Veronika.
Urkundlich belegt ist die Stiftung eines Marienaltars in der Gangolfskirche durch den Würzburger Domherren Johannes von Kirchheim im Jahr 1393. Der Altar wurde daher einst verschiedentlich in jenes Jahr datiert. Die Standfiguren des heute vorhandenen Altars, die durch zahlreiche Übermalungen lange Zeit nicht mehr ihren ursprünglichen Charakter offenbaren konnten, werden seit der Freilegung der ursprünglichen Fassung jedoch eher in die Zeit um 1460/70 datiert und stammen vermutlich aus einer regionalen Werkstatt. Die beiden Johannesfiguren könnten auf den Stifter Johannes von Kirchheim verweisen und ältere Figuren gleicher Bedeutung ersetzt haben. Die Rahmung des Schreins hat vermutlich dasselbe Alter wie die Figuren, wurde jedoch 1688 durch Hans Peter Heymann aus Neckarsulm übermalt, von dem mit ziemlicher Sicherheit die barocken Heiligenfiguren auf den Flügeln stammen.

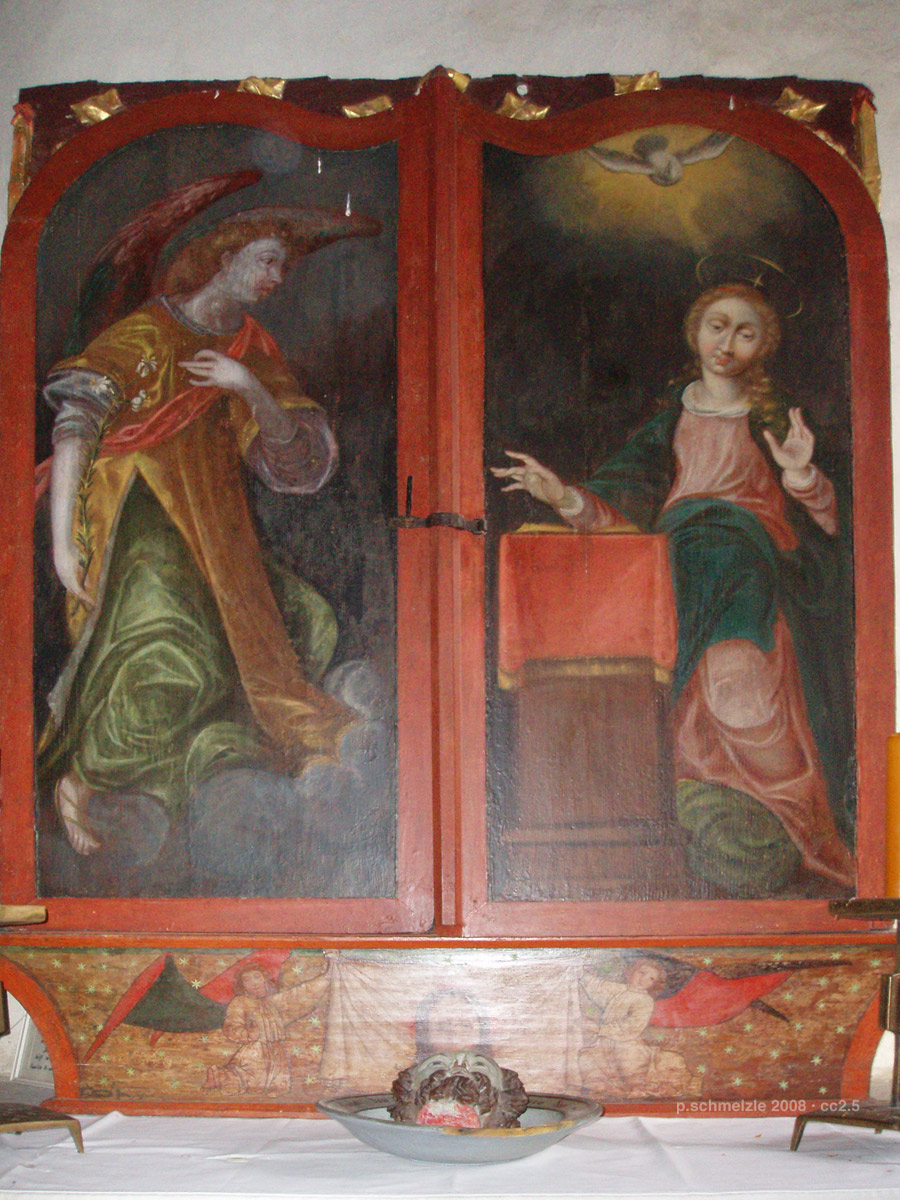
Liebfrauenaltar, geschlossen
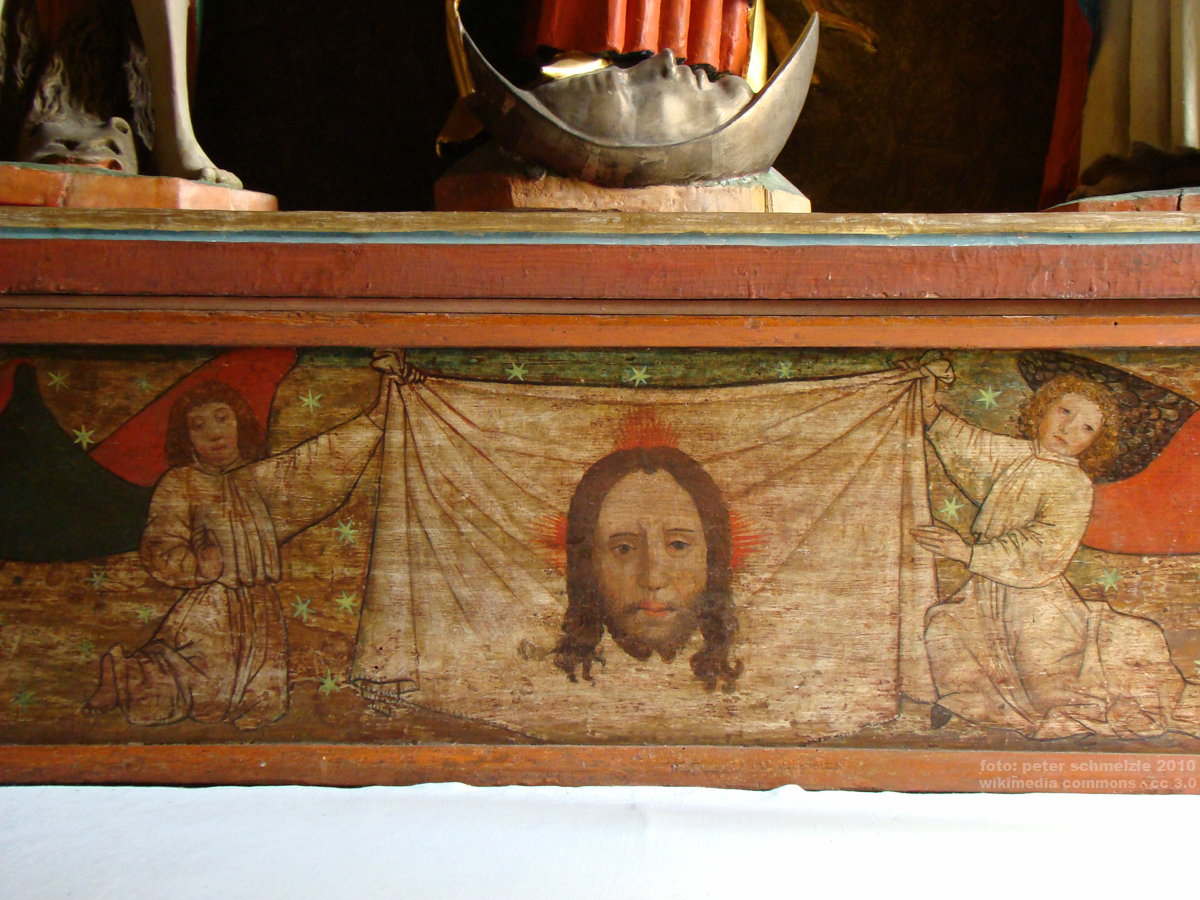
Predella des Liebfrauenaltars

### Sonstige Ausstattung

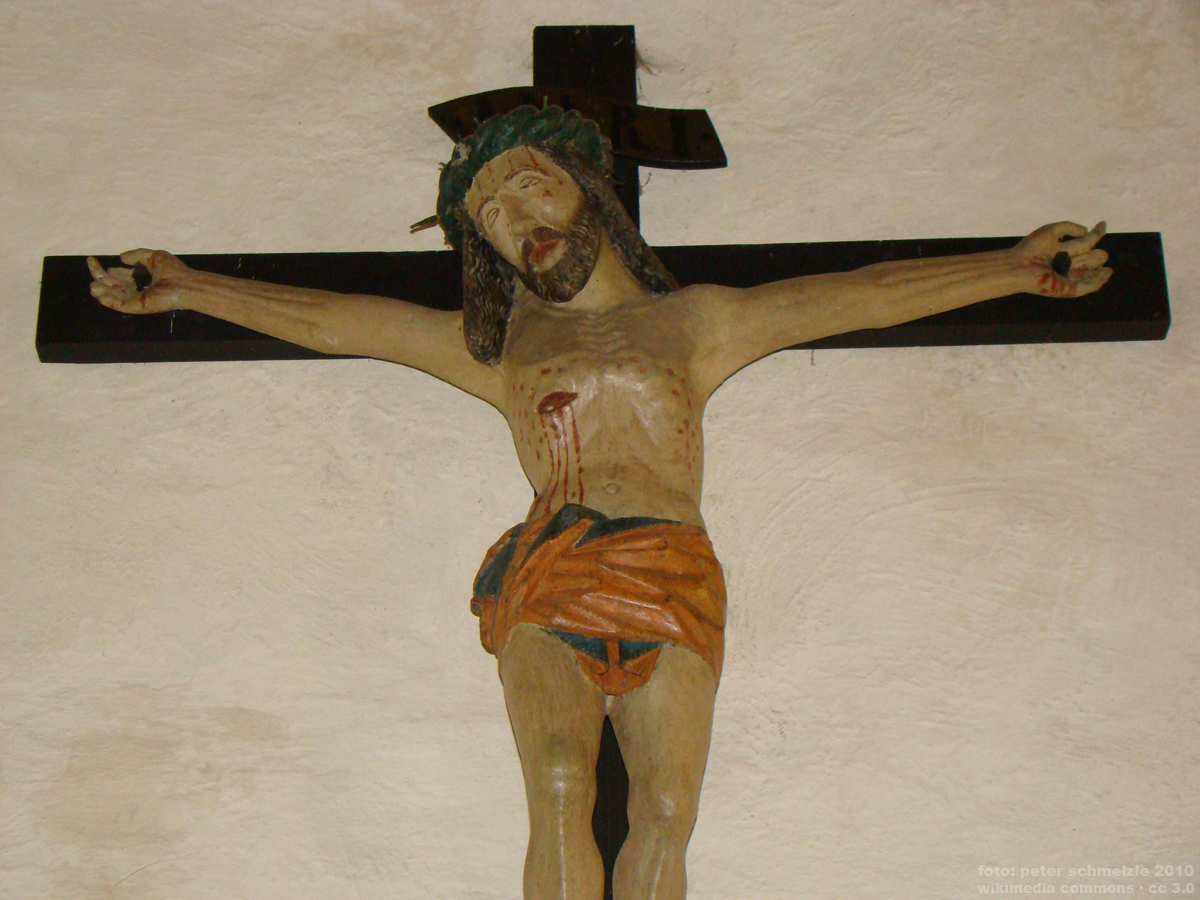
Kruzifix über dem linken Seitenaltar

Auf einem Seitenaltar links vom Chor, über dem sich ein altes Kruzifix befindet, werden eine alte hölzerne Johannesschüssel (Schüssel mit dem Kopf Johannes des Täufers, Durchmesser 38 cm) sowie eine kleine vollplastische Figur des Hl. Veit im Kessel (Höhe 55 cm) aufbewahrt.

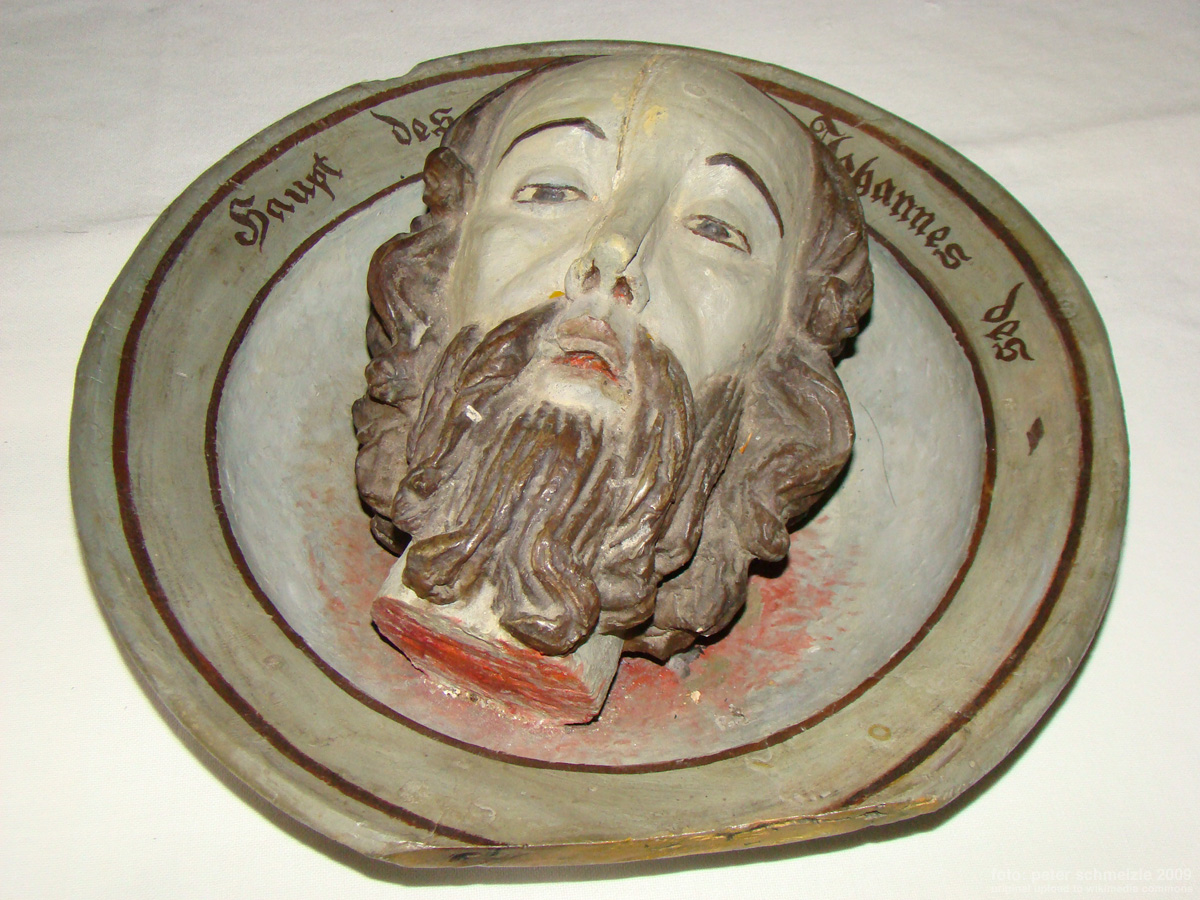
Johannesschüssel
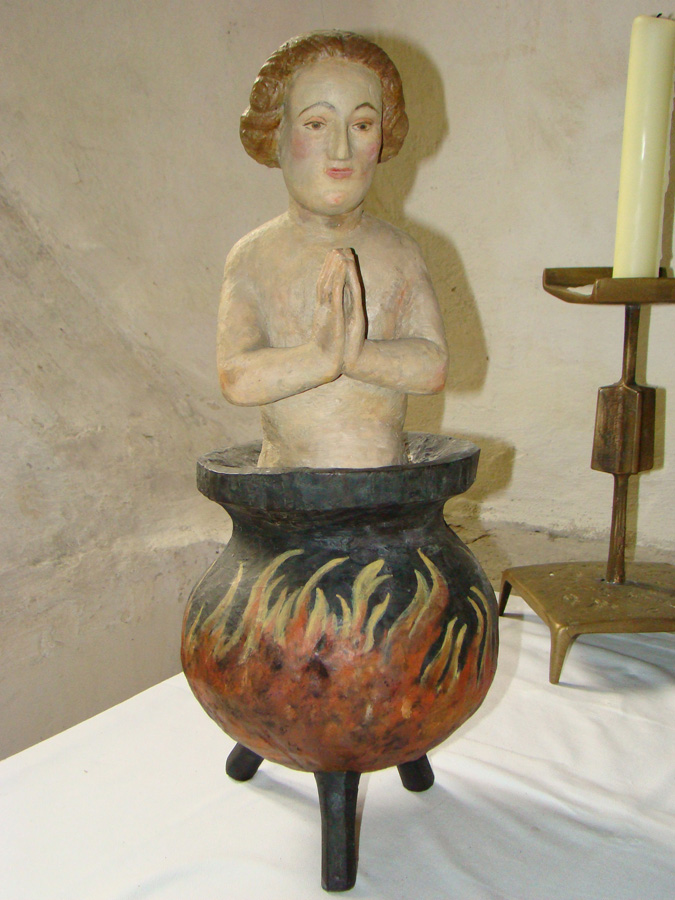
Hl. Veit

Neben den Altären gehören zur Ausstattung der Kirche Tonfiguren von Jesus mit den Aposteln aus dem 15. Jahrhundert, deren namentlich nicht bekannter Künstler manchmal als Meister der Neudenauer Apostelgruppe bezeichnet wird. Weiter findet sich eine ebenso aus Ton gefertigte historische Pietà sowie die mit floralen Flachschnitzereien verzierte Kanzel aus der Zeit der Spätgotik. Teile der Ausstattung der Kirche, darunter die Tonfiguren aber auch manche der Altarfiguren, sind vor Ort nur in Kopie zu sehen, da sich die Originale in verschiedenen Museen befinden.

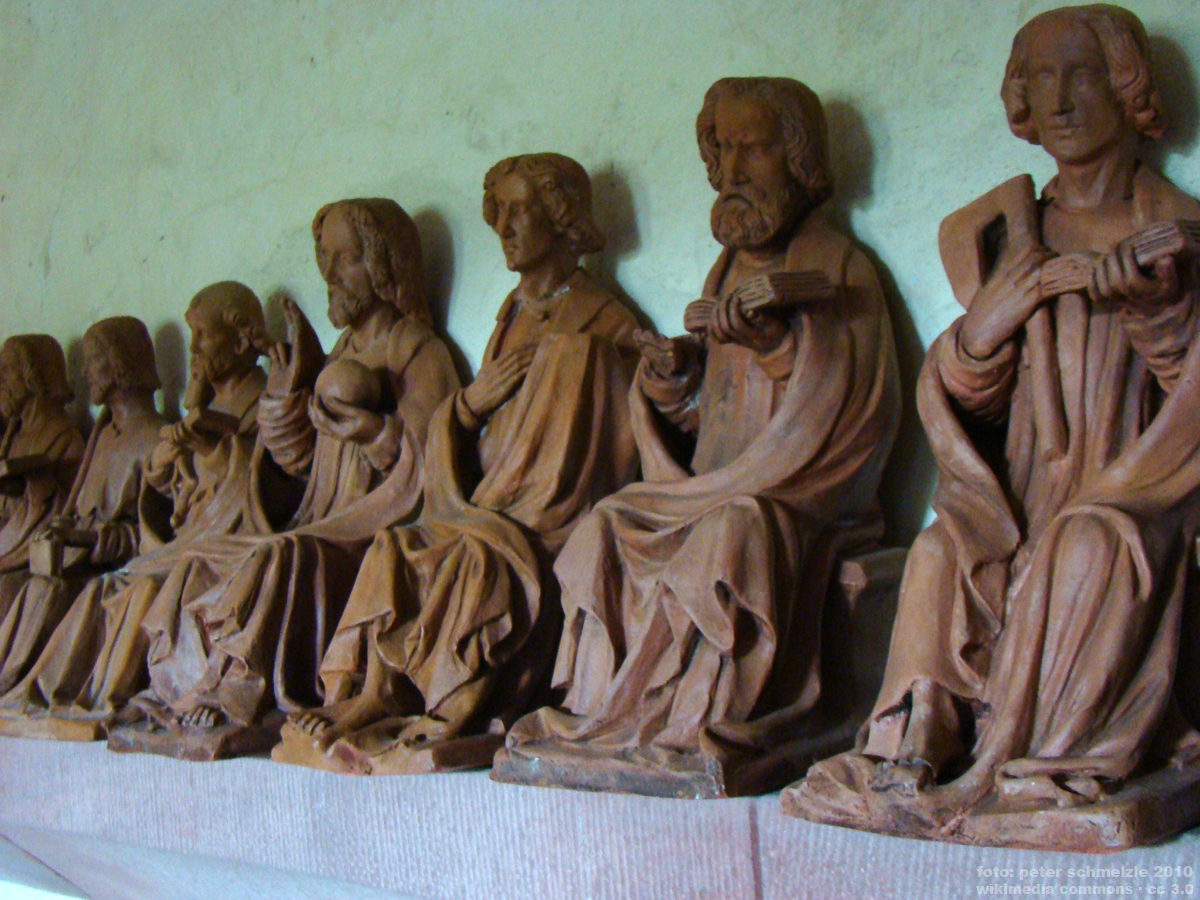
Tonfiguren aus dem 15. Jahrhundert (Kopien)
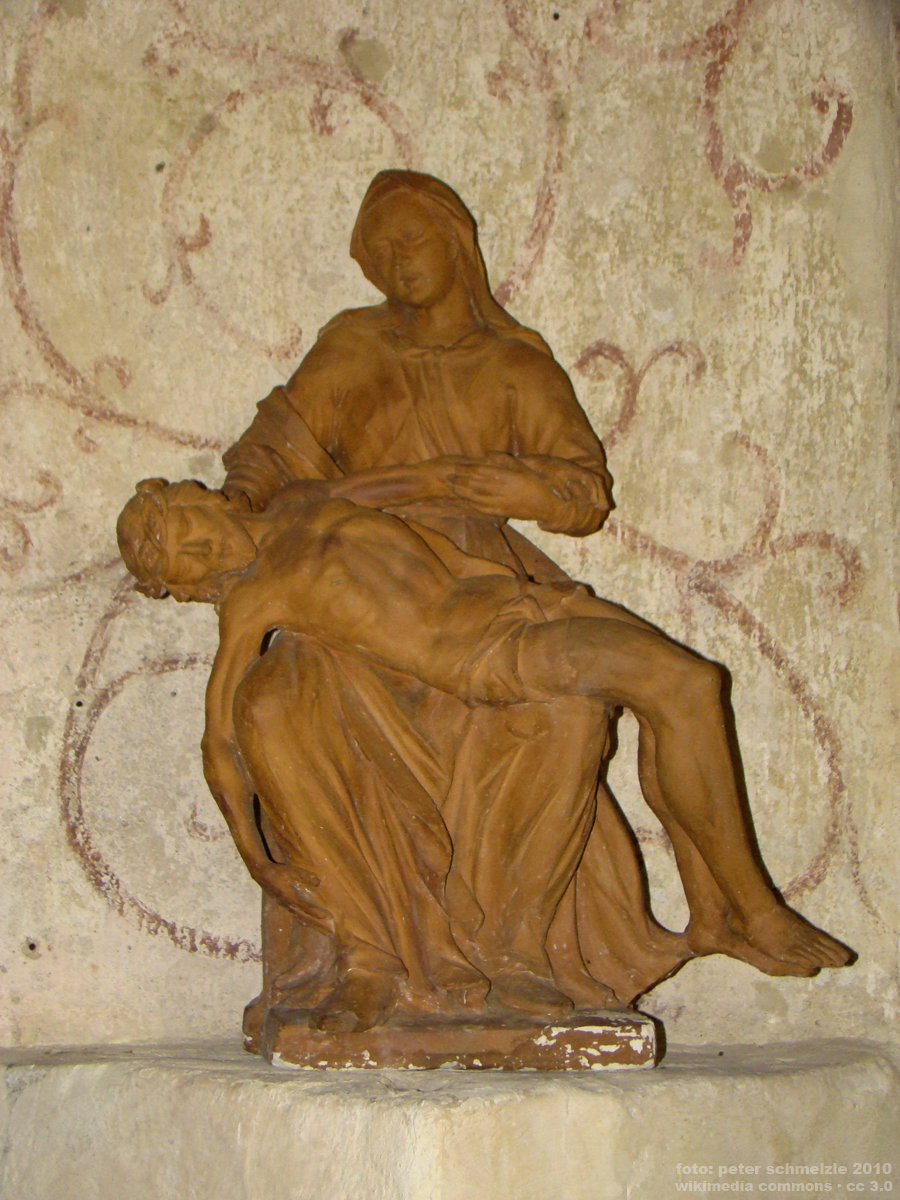
Pietà